# Ernst Alexander (Landrat)
Ernst Alexander (* 6. Februar 1881 in Winnweiler; † 21. Mai 1966 in Speyer) war ein deutscher Bezirksamtsvorstand.

## Leben
Nach dem Abitur leistete Ernst Alexander seinen Militärdienst als Einjährig-Freiwilliger in der Bayerischen Armee und studierte Rechtswissenschaften. Er war seit dem Wintersemester 1899/00 Mitglied der musischen Studentenverbindung Akademischer Gesangverein München im SV. 1905 legte er die erste juristische Staatsprüfung und 1907 das große juristische Staatsexamen (früher Staatskonkurs) ab. Alexander kam 1909 als Regierungsakzessist zur Regierung von Oberbayern und wurde später Assessor beim  Bezirksamt Kronach mit Sitz in Teuschnitz. Auch beim Bezirksamt Donauwörth war er als Assessor tätig. Er musste Kriegsdienst leisten und wurde als Hauptmann der Reserve entlassen. Nach dem Krieg kam er zur Regierung der Pfalz mit Sitz in Speyer, wo er am 15. Februar 1921 Regierungsrat wurde. Am 1. Dezember 1924 trat er die Stelle des Bezirksamtsvorstands im Bezirksamt Kusel (ab 1939 Landkreis Kusel) an und blieb dort bis zu seiner Rückkehr zur  Dienststelle in Speyer im Jahre 1929. 1933 sollte Alexander nach dem Willen des NSDAP-Gauleiters Josef Bürckel Regierungspräsident in Speyer werden. Doch dieser Plan scheiterte. Alexander wurde am 14. August 1939 Direktor des Oberversicherungsamtes Speyer.
Zum 1. Mai 1933 war er in die NSDAP (Mitgliedsnummer 3.263.451) und am 10. September 1934 in die SA-Reserve II eingetreten.